# 责任分散
责任分散（diffusion of responsibility）是一种社会心理學现象，指对某一件事来说，如果是单个个体被要求单独完成任务，责任感就会很强，会作出正面的反应。但如果是要求一个群体共同完成任务，群体中的每个个体的责任感就会很弱，面对困难或遇到责任往往会退缩。因为前者需要独立承担责任，后者指望别人多承担点儿责任。“责任分散”的实质就是人多不负责，责任不落实。这种心态可见于短语“没有一滴雨认为是自己造成水灾。” 
责任分散可以体现为：
- 在人群中，通过采取行动或不采取行动，使某壞事发生，而在他们单独时绝不会允许发生。例子包括团体迷思（groupthink）和旁观者效应（bystander effect）。
- 一组人完成工作任务时，失去动力，因为人们责任感降低，而且在群体中掩盖了他们缺乏努力（社会惰化）。
- 在分层组织中，下属称他们只是执行命令，而上司称，他们只是发出指令，并没有做該等事。

## 例子
- 紐約婦女Kitty Genovese在街角被刺死，《紐約時報》報道「38名兇殺目擊者沒有報警」，指責社會冷漠。
- 邪惡的平庸性（the Banality of Evil）